# Orthodontium inflatum
Orthodontium inflatum är en bladmossart som beskrevs av Jean Édouard Gabriel Narcisse Paris 1897. Orthodontium inflatum ingår i släktet Orthodontium och familjen Bryaceae. Inga underarter finns listade i Catalogue of Life.